# Hofanlage Alte Fährstraße 8
Die Hofanlage Alte Fährstraße 8, der Mühlenhof am Ostedeich in der Ostemarsch in der niedersächsischen Gemeinde Hechthausen-Kleinwörden, Samtgemeinde Hemmoor im Landkreis Cuxhaven stammt vom 19. Jahrhundert.
Aktuell (2024) wird sie als Gästewohnhaus genutzt.
Die Gebäude stehen unter Denkmalschutz (siehe auch Liste der Baudenkmale in Hechthausen).

## Geschichte und Beschreibung
Hechthausen wurde 1233 als Hekethusen zum ersten Mal erwähnt. Damals beherrschte die begüterte Adelsfamilie de Hekethusen die Region. Das nordöstliche Dorf Kleinwörden (wörden = Wurt) gehört seit 1972 zu Hechthausen.
Die umgebaute Hofanlage besteht aus
- dem eingeschossigen, zum Hof giebelständigen ehemaligen Wohn- und Wirtschaftsgebäude von 1861 und 1867 (Inschriften) als Zweiständer-Hallenhaus in gleichmäßigem engmaschigen Fachwerk mit Steinausfachungen, mit reetgedecktem Satteldach und Fledermausgauben; der Wirtschaftsgiebel mit der verglasten Grooten Door mit Korbbogen, den zwei ehemaligen nun verglasten Stalltüren, senkrechter regionaltypischer Verbretterung sowie Uhlenloch und niedersächsischen Pferdeköpfen als Giebelschmuck; der Wohnteil nach Süden massiv erneuert mit Backsteinverzierungen und Krüppelwalm am Giebel; an der Osttraufe zurückgesetzter Haupteingang mit drei Rundbögen und zwei eingestellten Holzsäulen, darüber ein großes reetgedecktes Fachwerk-Dachhaus mit Pferdeköpfen als Giebelschmuck,[2]
- der eingeschossigen, zum Hof giebelständigen firstparallelen Scheune von 1867 als Zweiständer-Hallenhaus mit Unterrähm, in engmaschigem Rasterfachwerk und Steinausfachung und reetgedecktem Satteldach mit Fledermausgauben, mit verglaster Grooter Door sowie vertikaler regionaltypischer Verbretterung im Giebeldreieck mit Uhlenloch und Pferdeköpfen als Giebelschmuck, am Südgiebel ein Fach als überdeckter Freisitz; das Gebäude wurde 1967 (Inschrift) umfassend saniert.[3]

Zur Anlage mit großem Garten gehören weitere nicht denkmalgeschützte Gebäude.
Das Landesdenkmalamt befand u. a.: „… Trotz umfänglicher Erneuerungen und Umnutzungen seit 1967 hat der ehemalige Obstbauernhof typische Merkmale einer repräsentativen Gestaltung bewahrt.“
Die Anlage ähnelt der Hofanlage Alte Fährstraße 2 aus derselben Zeit.